# Straßenradsport-Weltmeisterschaften 1937
Die Straßenradsport-Weltmeisterschaften 1937 fanden am 23. und 24. August zum dritten Mal in Kopenhagen statt.

## Rennverlauf
37,2 km/h benötigte der 24-jährige Belgier Eloi Meulenberg, um nach 297,5 Kilometern bei den Berufsfahrern Weltmeister zu werden. Es war die bisher längste Strecke, auf der ein Profiweltmeister ermittelt wurde. Sie führte über einen Rundkurs von 8,5 Kilometern. Meulenberg gewann im Spurt aus einer fünfköpfigen Spitzengruppe, die im Ziel einen Vorsprung vor dem Hauptfeld von über sechs Minuten hatte. Im Spurt knapp unterlegen erkämpfte sich der Deutsche Emil Kijewski den 2. Platz. 204 Kilometer mussten die Amateure bewältigen. Auch hier gab es einen Spurtsieg, den der italienische Fahrer Adolfo Leoni mit einem Stundenmittel von 35,2 Kilometern errang. Mit Platz drei erreichte Fritz Scheller ebenfalls für Deutschland ein hervorragendes Ergebnis.

## Ergebnisse

### Profis
| Platz | Athlet            | Land | Zeit       |
| ----- | ----------------- | ---- | ---------- |
| 1     | Eloi Meulenberg   | BEL  | 7:59:48 h  |
| 2     | Emil Kijewski     | GER  | 7:59:48 h  |
| 3     | Paul Egli         | SUI  | 7:59:48 h  |
| 4     | Jean Majerus      | LUX  | 7:59:48 h  |
| 5     | Georges Speicher  | FRA  | 7:59:48 h  |
| 6     | Aad van Amsterdam | NED  | + 6:14 min |
| 7     | Michel D’Hooghe   | BEL  | + 6:14 min |
| 8     | Otto Weckerling   | GER  | + 6:14 min |

### Amateure
| Platz | Athlet            | Land | Zeit       |
| ----- | ----------------- | ---- | ---------- |
| 1     | Adolfo Leoni      | ITA  | 5:48:20 h  |
| 2     | Frode Sørensen    | DEN  | 5:48:20 h  |
| 3     | Fritz Scheller    | GER  | 5:48:20 h  |
| 4     | Joop Demmenie     | NED  | 5:48:20 h  |
| 5     | Giovanni Bisio    | ITA  | + 1:00 min |
| 6     | Jean Bolliger     | SUI  | + 1:00 min |
| 7     | Ingvar Ericsson   | SWE  | + 1:00 min |
| 8     | Ray Jones         | GBR  | + 1:00 min |
| 9     | Giordano Cottur   | ITA  | + 1:00 min |
| 10    | Herbert Hackebeil | GER  | + 1:00 min |
| 11    | Lothar Sztrakati  | AUT  | + 1:00 min |
| 12    | Paul Couderc      | FRA  | + 1:00 min |

| Platz | Athlet             | Land | Zeit       |
| ----- | ------------------ | ---- | ---------- |
| 13    | Henk de Hoog       | NED  | + 1:00 min |
| 14    | Théodore Perret    | SUI  | + 1:00 min |
| 15    | Henri Dumoulin     | BEL  | + 1:00 min |
| 16    | Kurt Ott           | SUI  | + 1:00 min |
| 17    | Martin Lundin      | SWE  | + 1:00 min |
| 18    | Zoltan Kausi       | HUN  | + 1:00 min |
| 19    | Arne Berg          | SWE  | + 1:00 min |
| 20    | Albert Carapezzi   | FRA  | + 6:26 min |
| 21    | Lucien Bidinger    | LUX  | + 6:26 min |
| 22    | Bolesław Napierała | POL  | + 6:26 min |
| 23    | Ferenc Eles        | HUN  | + 6:26 min |
| 24    | Tage Møller        | DEN  | + 9:23 min |